# Itokiia silvarum
Itokiia silvarum är en insektsart som beskrevs av Sjöstedt 1902. Itokiia silvarum ingår i släktet Itokiia och familjen vårtbitare. Inga underarter finns listade i Catalogue of Life.